# Hippomedon propinqvus
Hippomedon propinqvus is een vlokreeftensoort uit de familie van de Lysianassidae. De wetenschappelijke naam van de soort werd voor het eerst geldig gepubliceerd in 1890 door Sars.